# Antiphella
Antiphella este un gen de molii din familia Lymantriinae.